# Pion-NKSZ
A Pion-NKSZ (cirill betűkkel: Пион-НКС, GARU-kódja: 14F139) orosz rádióelektronikai felderítő műhold. A Liana tengeri felderítőrendszer részeként aktív rádióelektronikai adatgyűjtésre szolgál. A műhold alapjául a CSZKB Progressz által gyártott Jantar műgoldplatform szolgál, a műholdon elhelyezett rádiólokátort és a passzív rádióelektronikai felderítő rendszereket a szentpétervári Arszenal tervezőiroda készítette, amely az egész Liana program fő koordinátora is egyben. A műhold fő feladata a felszíni hajók felderítése. Az eszköz megrendelője és üzemeltetője az orosz védelmi minisztérium.
A Liana felderítő rendszert teljes kiépítésében két aktív Pion-NKSZ műholdól, valamint két passzív Lotosz-SZ műholdkonstelláció fogja alkotni. A Pion-NKSZ műhold a régi USZ-PM, a Lotosz-SZ műhold a Cenlina–2-es műholdtípusokat váltja fel. A 6,5 tonna tömegű űreszköz tervezett élettartama 4–5 év.
Az első, Koszmosz–2550 jelzésű Pion-NSZK műholdat több éves csúszást követően 2021. június 25-én indították Pleszeck űrrepülőtérről egy Szojuz–2.1b hordozórakétával.